# Natació als Jocs Olímpics d'estiu de 1912 - 100 metres lliures masculins
Els 100 metres lliures masculins va ser una de les nou proves de natació que es disputaren als Jocs Olímpics d'Estocolm de 1912. Era la tercera vegada que es disputava aquesta prova en uns Jocs, després que el 1900 no es disputessin. La competició es disputà entre el 6 i el 10 de juliol de 1912. Hi van prendre part 34 nedadors procedents de 12 països.

## Medallistes
| Or                    | Plata             | Bronze            |
| Duke Kahanamoku (USA) | Cecil Healy (ANZ) | Ken Huszagh (USA) |

## Rècords
Aquests eren els rècords del món i olímpic que hi havia abans de la celebració dels Jocs Olímpics de 1912.
| Rècord del Món | 1:02.4    | Kurt Bretting   | Brussel·les (BEL) | 6 d'abril de 1912     |
| Rècord Olímpic | 1:05.6    | Charles Daniels | Londres (GBR)     | 20 de juliol de 1908  |
| Rècord Olímpic | 1:02.8(*) | Zoltán Halmay   | St. Louis (USA)   | 5 de setembre de 1904 |

(*) 100 iardes (= 91.44 m)
En la quarta sèrie Perry McGillivray va establir un nou rècord olímpic amb un temps de 1:04.8 minuts. Aquest rècord fou millorat en la cinquena sèrie per Duke Kahanamoku, que va establir un temps de 1:02.6 minuts. En la tercera semifinal Duke Kahanamoku millorà el seu propi rècord olímpic, que deixà en 1:02.4 minuts.

## Resultats

### Sèries
Els dos primers de cada sèrie i el millor tercer passen a semifinals. En produir-se un empat a temps entre el segon i tercer classificat de la setena sèrie, ambdós passaren als quarts de final.
Sèrie 1
| Posició | Nedador                    | Temps  | Qual. |
| ------- | -------------------------- | ------ | ----- |
| 1       | László Beleznai (HUN)      | 1:08.0 | QQ    |
| 2       | Robert Andersson (SWE)     | 1:09.4 | QQ    |
| 3       | A. Asimakopoulos (GRE)     | 1:15.4 |       |
| 4       | Herbert von Kuhlberg (RUS) |        |       |

Sèrie 2
| Posició | Nedador                   | Temps  | Qual. |
| ------- | ------------------------- | ------ | ----- |
| 1       | Kurt Bretting (GER)       | 1:07.0 | QQ    |
| 2       | Paul Radmilovic (GBR)     | 1:10.4 | QQ    |
| 3       | Theodore Tartakover (ANZ) | 1:12.2 |       |
| 4       | Jules Wuyts (BEL)         | 1:13.6 |       |

Sèrie 3
| Posició | Nedador               | Temps  | Qual. |
| ------- | --------------------- | ------ | ----- |
| 1       | Leslie Boardman (ANZ) | 1:06.0 | QQ    |
| 2       | Nicholas Nerich (USA) | 1:07.6 | QQ    |
| 3       | John Derbyshire (GBR) | 1:09.2 |       |
| 4-6     | Davide Baiardo (ITA)  |        |       |
| 4-6     | Walther Binner (GER)  |        |       |
| 4-6     | Alajos Kenyery (HUN)  |        |       |

Sèrie 4
| Posició | Nedador                 | Temps  | Qual. |
| ------- | ----------------------- | ------ | ----- |
| 1       | Perry McGillivray (USA) | 1:04.8 | QQ OR |
| 2       | Cecil Healy (ANZ)       | 1:05.2 | QQ    |
| 3       | Ken Huszagh (USA)       | 1:06.2 | qq    |
| 4       | Erik Andersson (SWE)    | 1:13.0 |       |
| 5       | Georg Kunisch (GER)     |        |       |

Sèrie 5
| Posició | Nedador                 | Temps  | Qual. |
| ------- | ----------------------- | ------ | ----- |
| 1       | Duke Kahanamoku (USA)   | 1:02.6 | QQ OR |
| 2       | William Longworth (ANZ) | 1:05.2 | QQ    |
| 3       | Harry Hebner (USA)      | 1:10.4 |       |
| 4       | Gérard Meister (FRA)    | 1:16.6 |       |

Sèrie 6
| Posició | Nedador               | Temps  | Qual. |
| ------- | --------------------- | ------ | ----- |
| 1       | Harold Hardwick (ANZ) | 1:05.8 | QQ    |
| 2       | Max Ritter (GER)      | 1:08.0 | QQ    |
| 3       | Herman Meyboom (BEL)  | 1:15.4 |       |
| 4       | James Reilly (USA)    |        |       |

Sèrie 7
| Posició | Nedador            | Temps  | Qual. |
| ------- | ------------------ | ------ | ----- |
| 1       | Walter Ramme (GER) | 1:10.2 | QQ    |
| 2       | Harald Julin (SWE) | 1:11.8 | QQ    |
| 2       | Mario Massa (ITA)  | 1:11.8 | QQ    |
| 4       | John Johnsen (NOR) | 1:19.2 |       |

Sèrie 8
| Posició | Nedador                  | Temps  | Qual. |
| ------- | ------------------------ | ------ | ----- |
| 1       | Erik Bergqvist (SWE)     | 1:13.4 | QQ    |
| 2       | Georges Rigal (FRA)      | 1:17.8 | QQ    |
| 3       | László Szentgróthy (HUN) |        |       |

### Quarts de final
Novament els dos primers de cada sèrie i el millor tercer passen a la següent eliminatòria. Quatre dels nedadors qualificats no van participar en les seves respectives sèries de quarts de final, i un cinquè (Massa) no ho va fer per culpa d'un malentès. A Massa se li va permetre prendre part en les semifinals.
Sèrie 1
| Posició | Nedador                 | Temps  | Qual. |
| ------- | ----------------------- | ------ | ----- |
| 1       | Kurt Bretting (GER)     | 1:04.2 | QS    |
| 2       | William Longworth (ANZ) | 1:05.2 | QS    |
| 3       | Harold Hardwick (ANZ)   | 1:06.0 |       |
| 4       | Robert Andersson (SWE)  | 1:10.0 |       |
| —       | László Beleznai (HUN)   | DNS    |       |
| —       | Georges Rigal (FRA)     | DNS    |       |

Sèrie 2
| Posició | Nedador               | Temps  | Qual. |
| ------- | --------------------- | ------ | ----- |
| 1       | Duke Kahanamoku (USA) | 1:03.8 | QS    |
| 2       | Walter Ramme (GER)    | 1:07.8 | QS    |
| 3       | Nicholas Nerich (USA) | 1:08.8 |       |
| 3       | Max Ritter (GER)      | 1:08.8 |       |
| —       | Erik Bergqvist (SWE)  | DNS    |       |
| —       | Harald Julin (SWE)    | DNS    |       |

Sèrie 3
| Posició | Nedador                 | Temps  | Qual. |
| ------- | ----------------------- | ------ | ----- |
| 1       | Ken Huszagh (USA)       | 1:04.2 | QS    |
| 2       | Perry McGillivray (USA) | 1:04.4 | QS    |
| 3       | Cecil Healy (ANZ)       | 1:04.8 | qs    |
| 4       | Leslie Boardman (ANZ)   | 1:05.4 |       |
| 5       | Paul Radmilovic (GBR)   | 1:19.0 |       |
| —       | Mario Massa (ITA)       | DNS    | qs    |

### Semifinals
La confusió es va apoderar de les semifinals. Pensant que la segona ronda de la competició havien estat les semifinals, els nedadors estatunidencs no van presentar-se a competir. Això va fer que tots els participants en les dues semifinals passessin a la final, atès que en la primera va tenir tres nedadors i la segona només un i, com en eliminatòries precedents, eren els dos primers classificats i el millor tercer els que continuaven endavant.
El jurat de la competició va determinar que es faria una tercera sèrie amb els nedadors estatunidencs i l'italià Mass, però amb una regles especials. Si el guanyador de la sèrie batia el temps establert pel tercer nedador de la primera sèrie (1:06.2), ell i el segon classificat passarien endavant. Si no es millorava cap dels nedadors passaria.
A la tercera sèrie Kahanamoku no només va millorar el temps de Longworth, sinó que va millorar el seu propi rècord olímpic que havia establert en la primera ronda. Huszagh fou el segon i també passà a la final.
Semifinal 1
| Posició | Nedador                 | Temps  | Qual. |
| ------- | ----------------------- | ------ | ----- |
| 1       | Cecil Healy (ANZ)       | 1:05.6 | QF    |
| 2       | Walter Ramme (GER)      | 1:05.8 | QF    |
| 3       | William Longworth (ANZ) | 1:06.2 | qf    |

Semifinal 2
| Posició | Nedador             | Temps  | Qual. |
| ------- | ------------------- | ------ | ----- |
| 1       | Kurt Bretting (GER) | 1:04.6 | QF    |

Semifinal 3
| Posició | Nedador                 | Temps  | Qual.  |
| ------- | ----------------------- | ------ | ------ |
| 1       | Duke Kahanamoku (USA)   | 1:02.4 | QF =WR |
| 2       | Ken Huszagh (USA)       | 1:06.2 | QF     |
| 3       | Perry McGillivray (USA) | 1:06.2 |        |
| —       | Mario Massa (ITA)       | DNF    |        |

### Final
Longworth per culpa d'una malaltia no va poder disputar la final.
| Posició | Nedador                 | Temps  |
| ------- | ----------------------- | ------ |
| 1       | Duke Kahanamoku (USA)   | 1:03.4 |
| 2       | Cecil Healy (ANZ)       | 1:04.6 |
| 3       | Ken Huszagh (USA)       | 1:05.6 |
| 4       | Kurt Bretting (GER)     | 1:05.8 |
| 5       | Walter Ramme (GER)      | 1:06.4 |
| 6       | William Longworth (ANZ) | DNS    |